# Роберсон, Карл
Карл Роберсон (англ. Karl Roberson; род. 4 октября 1990, Нептьюн, Нью-Джерси) — американский кикбоксер и боец смешанного стиля, представитель средней и полутяжёлой весовых категорий. Выступает на профессиональном уровне с 2015 года, известен по участию в турнирах бойцовских организаций UFC, Glory, Cage Fury FC и др.

## Биография
Карл Роберсон родился 4 октября 1990 года в городе Нептьюн, штат Нью-Джерси, США.
Во время учёбы в старшей школе Neptune High School играл в бейсбол, позже увлёкся единоборствами. Проходил подготовку в зале Killer B Combat Sports Academy под руководством тренера Брайана Райта.

### Начало бойцовской карьеры
Начиная с 2013 года выступал на различных любительских соревнованиях по кикбоксингу и смешанным единоборствам, из всех поединков неизменно выходил победителем.

### Кикбоксинг
Дебютировал в кикбоксинге на профессиональном уровне в августе 2015 года на турнире во Франции, при этом уже в первом поединке вышел на ринг против местного французского ветерана Жерома ле Банне, для которого этот бой должен был стать прощальным — на кону стоял титул чемпиона мира по версии W.K.N. в супертяжёлой весовой категории. Несмотря на статус явного андердога, Роберсону удалось дважды отправить своего именитого соперника в нокдаун. Ле Банне, тем не менее, сумел восстановиться и выиграл достаточно спорным единогласным решением.
Роберсон продолжил карьеру кикбоксера в крупнейшей мировой организации Glory, однако больших успехов здесь не добился — в 2016 году последовали поражения от Дастина Джакоби и Майка Лемара.

### Смешанные единоборства
Одновременно с выступлениями в кикбоксинге с 2015 года Роберсон достаточно успешно выступал и в смешанных единоборствах. Так, он отметился победами на турнирах таких промоушенов как Ring of Combat, Shogun Fights, Cage Fury Fighting Championships.
Имея в послужном списке четыре победы без единого поражения, привлёк к себе внимание Дэйны Уайта и в июле 2017 года выступил в его побочном промоушене Dana White's Contender Series. Выиграл у своего соперника эффектным нокаутом уже на 15 секунде первого раунда, благодаря этой впечатляющей победе удостоился права подписать контракт с крупнейшей бойцовской организацией мира Ultimate Fighting Championship.

#### Ultimate Fighting Championship
Дебютировал в октагоне UFC в ноябре 2017 года, в рамках средней весовой категории принудил к сдаче Даррена Стюарта, проведя в первом раунде удушающий приём сзади.
В мае 2018 года на турнире в Бразилии встретился с местным бразильским бойцом Сезаром Феррейрой и проиграл ему технической сдачей, попавшись в первом раунде в «ручной треугольник» — тем самым потерпел первое поражение в ММА.
В ноябре 2018 года выиграл единогласным решением у Джека Маршмана.
В январе 2019 года на коротком уведомлении вышел против Гловера Тейшейры, заменив травмировавшегося Иона Куцелабу. Бой проходил в полутяжёлом весе, Роберсону удалось нанести своему сопернику определённый урон точными ударами локтями, однако вскоре тот взял его на «ручной треугольник» и заставил сдаться.
На июль 2019 года планировался бой против Джона Филлипса, но тот снялся с турнира из-за травмы и был заменён Велингтоном Турманом. Противостояние между ними продлилось все отведённые три раунда, в итоге судьи раздельным решением отдали победу Роберсону.

## Статистика в профессиональном ММА
| Боёв 13  | Побед 9 | Поражений 4 |
| -------- | ------- | ----------- |
| Нокаутом | 2       | 0           |
| Сдачей   | 4       | 4           |
| Решением | 3       | 0           |

| Результат | Рекорд | Соперник         | Способ                                 | Турнир                                        | Дата           | Раунд | Время | Место                    | Примечание                                                |
| --------- | ------ | ---------------- | -------------------------------------- | --------------------------------------------- | -------------- | ----- | ----- | ------------------------ | --------------------------------------------------------- |
| Поражение | 9-4    | Брендан Аллен    | Сдача (замок лодыжки)                  | UFC 261                                       | 24 апреля 2021 | 1     | 4:55  | Джэксонвилл, США         |                                                           |
| Поражение | 9-3    | Марвин Веттори   | Сдача (удушение сзади)                 | UFC on ESPN: Eye vs. Calvillo                 | 13 июня 2020   | 1     | 4:17  | Лас-Вегас, США           | Бой в промежуточном весе 86,4 кг; Роберсон не сделал вес. |
| Победа    | 9-2    | Роман Копылов    | Сдача (удушение сзади)                 | UFC Fight Night: Zabit vs. Kattar             | 9 ноября 2019  | 3     | 4:01  | Москва, Россия           |                                                           |
| Победа    | 8-2    | Велингтон Турман | Раздельное решение                     | UFC Fight Night: de Randamie vs. Ladd         | 13 июля 2019   | 3     | 5:00  | Сакраменто, США          |                                                           |
| Поражение | 7-2    | Гловер Тейшейра  | Сдача (треугольник руками)             | UFC Fight Night: Cejudo vs. Dillashaw         | 19 января 2019 | 1     | 3:21  | Бруклин, США             | Бой в полутяжёлом весе.                                   |
| Победа    | 7-1    | Джек Маршман     | Единогласное решение                   | UFC 230                                       | 3 ноября 2018  | 3     | 5:00  | Нью-Йорк, США            |                                                           |
| Поражение | 6-1    | Сезар Феррейра   | Техническая сдача (треугольник руками) | UFC 224                                       | 12 мая 2018    | 1     | 4:45  | Рио-де-Жанейро, Бразилия |                                                           |
| Победа    | 6-0    | Даррен Стюарт    | Сдача (удушение сзади)                 | UFC Fight Night: Poirier vs. Pettis           | 11 ноября 2017 | 1     | 3:41  | Норфолк, США             | Вернулся в средний вес.                                   |
| Победа    | 5-0    | Райан Спэнн      | KO (удары локтями)                     | Dana White’s Tuesday Night Contender Series 3 | 25 июля 2017   | 1     | 0:15  | Лас-Вегас, США           |                                                           |
| Победа    | 4-0    | Деррик Браун     | Сдача (рычаг локтя)                    | CFFC 65: Brady vs. Saraceno                   | 20 мая 2017    | 1     | 1:01  | Филадельфия, США         | Дебют в полутяжёлом весе.                                 |
| Победа    | 3-0    | Элия Гболли      | TKO (удары руками)                     | Shogun Fights 16                              | 8 апреля 2017  | 1     | 1:50  | Балтимор, США            |                                                           |
| Победа    | 2-0    | Майкл Уилкокс    | Сдача (рычаг локтя)                    | CFFC 50: Smith vs. Williams                   | 18 июля 2015   | 1     | 3:11  | Атлантик-Сити, США       | Бой в промежуточном весе 87,1 кг.                         |
| Победа    | 1-0    | Чике Оби         | Единогласное решение                   | Ring of Combat 51                             | 5 июня 2015    | 3     | 5:00  | Атлантик-Сити, США       | Дебют в среднем весе.                                     |